# Вестурланд
Ве́стурланд (ісл. Vesturland) — регіон в Ісландії.
Регіон Вестурланд є одним із 8 регіонів Ісландії й розташований у західній частині країни. На північному сході від нього знаходиться регіон Вестфірдір, на сході — регіон Нордурланд Вестра, на південному сході — регіон Судурланд, на півдні — регіон Гефюдборґарсвайдід. На заході регіон Вестурланд омивається водами Атлантичного океану. Площа регіону становить 9 554 км². Чисельність населення — 15 720 чоловік (на 1.12. 2008 року). Щільність населення дорівнює 1,65 чол./км². Адміністративний центр Вестурланда — Борґарнес в муніципалітеті Боргарбігд. Регіон складається з 4 округів (сисла) і 1 «вільної громади».

## Адміністративний поділ
Вільною громадою, що входить у регіон Вестурланд, є:
- Акранескаупстадір. Площа її становить 9 км². Чисельність населення — 5.955 чоловік. Центр — Акранес.

Сісли регіону Вестурланд:
- Боргарфіордар. Площа — 698 км². Чисельність населення — 672 чоловік. Центр — Борґарнес
- Миру. Площа — 4 926 км². Чисельність населення — 3 713 чоловік. Центр — Борґарнес
- Снефельс ог Хнаппадаль. Площа — 1.468 км². Чисельність населення — 4 003 чоловік. Центр — Стіккісхольмур
- Дала. Площа — 2 421 км². Чисельність населення — 682 чоловік. Центр — Будардалур.

## Населення
| Рік  | Населення | Відсоток від загального населення Ісландії |
| ---- | --------- | ------------------------------------------ |
| 1920 | 10 167    | 10,77 %                                    |
| 1930 | 9 636     | 8,87 %                                     |
| 1940 | 9 927     | 8,17 %                                     |
| 1950 | 10 065    | 6,98 %                                     |
| 1960 | 11 973    | 6,68 %                                     |
| 1970 | 13 205    | 6,45 %                                     |
| 1980 | 14 884    | 6,44 %                                     |
| 1990 | 14 537    | 5,64 %                                     |
| 2000 | 14 263    | 5,01 %                                     |
| 2010 | 15 370    | 4,84 %                                     |